# 庆庆 (大熊猫)
庆庆（1984年9月9日-2023年1月20日)是一只中國雌性大熊貓，谱系号278.母亲是熊猫美美。庆庆育有9胎13仔。庆庆曾在長沙的動物園亮相。2023年1月20日在成都动物园去世，享年38岁4个月。